# Naon no Yaon
A Naon no Yaon (NAONのYAON) a japán Show-Ya hard rock együttes által alapított rockfesztivál, amelyen kizárólag nők léphetnek fel. A rendezvényt 1987 és 1991 között a 3000 férőhelyes Hibiya Open-Air Concert Hall, 1999-ben a kavaszaki Club Citta, míg 2008-tól ismét a Hibiya Open-Air Concert Hall színpadán rendezték meg.

## Fellépők

### 1987
1987. szeptember 20. — Hibiya Open-Air Concert Hall
- Amateur, Black Moon, Charmy Green és a Szakura Szakura
- Carmen Maki
- Chie (Csitosze Comets)
- Isikava Hidemi
- Miho Dzsun
- Princess Princess
- Show-Ya

### 1988
1988. szeptember 11. — Hibiya Open-Air Concert Hall
- Ann Lewis
- Chie (Babylon daió)
- Dump Macumoto & Ómori Jukari
- Fudzsivara Kazumi (The Reds)
- Iria (Juicy Fruits)
- Katumi
- Kayoko
- Honda Minako (Minako with Wild Cats)
- Nokko (Rebecca)
- Princess Princess
- Sheena (Sheena & the Rokkets)
- Show-Ya
- Szaitó Szaori
- Velvet Paw
- You

### 1989
1989. szeptember 16–17. — Hibiya Open-Air Concert Hall
- Chie (Babylon daió)
- Cucsija Kaori
- Hjódó Juki
- Ivasita Csie (Night Hawks)
- Jaco:neco
- Kayoko
- Kjóko (Barbee Boys)
- Nokko (Rebecca)
- Ogava Mijuki
- Reg-Wink
- Show-Ya
- Princess Princess
- Twiggy
- Velvet Paw

### 1990
1990. szeptember 15–16. — Hibiya Open-Air Concert Hall
- Ann Lewis
- Chie (Babylon daió)
- Cubokura Juiko
- Dump Macumoto
- Gil Messiah
- Hajasze Nanami
- Ivasita Csie (Night Hawks)
- Jaco:neco
- Jamasze Mami
- Kaneko Mika (Betty Blue)
- Kubó Ruriko
- Kuroszava Ricuko
- Norma Jean
- Pink Sapphire
- Reg-Wink
- Rosy Roxy Roller
- Show-Ya
- Sirai Takako
- Stormy Blaze
- Szaku La Szaku
- Szakura Szakura
- Twiggy
- Velvet Paw

### 1991
1991. szeptember 15. — Hibiya Open-Air Concert Hall
- Aja Kong & Bison Komura
- Chie (Babylon daió)
- Ivasita Csie (Night Hawks)
- Jaco:neco
- Jamamoto Linda
- Kyan Marie
- Norma Jean
- Pink Sapphire
- Princess Princess
- Reg
- Rosy Roxy Roller
- Shima-chang (Scanch)
- Show-Ya
- Stephanie
- Szakura Szakura
- Twiggy
- Velvet Paw

### 1999
1999. szeptember 23. — Club Citta
- Ako
- All Japan Women’s Pro Band (a Show-Yával)
- Fudzsii Majumi és a Reg-Wink
- Igarasi Miki (a Show-Yával)
- Ivasita Csie (Night Hawks)
- Kjóko (Barbee Boys)
- Kobajasi Kaori
- Miho
- Ono Kaori
- Ryoko
- Sheena (Sheena & the Rokkets)
- Singjódzsi Eri
- Taka és a Pink Sapphire
- Uszui Kacumi
- Vatanabe Acuko (Princess Princess), Tomita Kjóko (Princess Princess) és Rikiisi Rie
- Yuki & Shoko és a Velvet Paw

### 2008
2008. április 26. — Hibiya Open-Air Concert Hall
- Adacsi Kumi
- Aikava Nanasze
- DRM
- Eita (Dzsikú kaizoku Seven Seas)
- Higasimura Akiko
- Jamada Naoko (E-ha?)
- Jill (Personz)
- Kjóko (Barbee Boys)
- Kobajasi Kaori
- Kokubu Hiroko
- Macsa-macsa
- Mammy Sino
- Maria
- Nagai Csie (Norma Jean, E-ha?)
- Nagaszava Nao
- Nagasze Miju (Zone)
- The Pink Panda
- Rikiisi Rie
- Satoko (Fuzzy Control)
- Scandal
- Show-Ya
- Tomita Kjóko (Princess Princess)
- Vatanabe Acuko (Princess Princess)
- Yu-ki (TRF)

### 2013
2013. április 29. — Hibiya Open-Air Concert Hall
- Adacsi Kumi
- Aikava Nanasze
- Chiiko (D Drive)
- Csikaraisi Rie
- Cucsija Anna
- Cyntia
- Destrose
- Hatekajama Jú
- Hirano Aja
- Hosikuzu Scat
- Isida Mihoko
- Jazava Jóko
- Kandori Sinobu
- Kjóko (Barbee Boys)
- Kobajasi Kaori
- Lovendor
- Megu (Zwei)
- Nacuki Mari
- Nakagava Sóko
- Scandal
- Shishido Kafka
- Show-Ya
- Tomita Kjóko (Princess Princess)
- Tomo-zo (Gacharic Spin)
- Vatanabe Acuko (Princess Princess)
- Yuki (D Drive)

### 2014
2014. április 29. — Hibiya Open-Air Concert Hall
- Aikava Nanasze
- Chiiko (D Drive)
- Cucsija Anna
- Cyntia
- Drop’s
- Flip
- Furuja Hiroko
- Gacharic Spin
- Hatakejama Jú
- Jazava Jóko
- Kato Miliyah
- Kim Aran
- Kjóko
- Kobajasi Kaori
- Lovendor
- Maszukako Juki
- Moritaka Csiszato
- Nakagava Sóko
- Nakanomori Fumiko
- Rikiisi Rie
- Show-Ya
- Sisido Kavka
- Szuenobu Majuko
- Szugavara Dzsunko
- Tomita Kjóko (Princess Princess)
- Vakana
- Vatanabe Acuko (Princess Princess)
- Yuki (D Drive)
- Zwei

### 2015
2015. augusztus 23. — Hibiya Open-Air Concert Hall
- Adacsi Kumi
- Aikava Nanasze
- Ayano (Cyntia)
- Chelsy
- Gacharic Spin
- Go-Bang’s
- Jagami Dzsunko
- Jamada Naoko
- Jill (Personz)
- Kjóko
- Kobajasi Kaori
- Mary’s Blood
- Mijazava Marin (Lovendor)
- Nakamura Ajumi
- Nakagava Sóko
- Satoko (Fuzzy Control)
- Show-Ya
- Silent Siren
- Tomita Kjóko (Princess Princess)
- Uozumi Juki (Lovendor)
- Vatanabe Acuko
- Vatasze Maki
- Yui (Cyntia)

### 2016
2016. június 12. — Hibiya Open-Air Concert Hall
- Adacsi Kumi (Club Pangaea)
- Aikava Nanasze
- Band-Maid
- Charisma.com
- Cyntia
- Gacharic Spin
- Grace
- Hatakejama Jú
- The Heana Cat
- Hysteric Lolita
- Isida Mihoko
- Jamada Naoko
- Kjóko
- The Leaps
- Mary’s Blood
- Mizutani Csikako
- Nakamura Ajumi
- Okamoto Majo
- Sinamaju
- Show-Ya
- Szuenobu Majuko
- Tamura Naomi (Princess Princess)
- Tomita Kjóko (Princess Princess)
- Vakana
- Zwei

### 2017
2017. április 29. — Hibiya Open-Air Concert Hall
- Aikava Nanasze
- Chelsy
- Cyntia
- Gacharic Spin
- Haruna Ai
- Isida Mihoko
- Jumemiru Address
- Kohiruimaki Kahoru
- Kubó Ruriko
- Li-sa-X
- Mary’s Blood
- Morijui (Sinamaju)
- Nakano Miho (Drop’s)
- Nana (Lily’s Blow)
- Oginome Jóko
- Real
- Sahara
- Show-Ya
- Silent Siren
- Tamurapan
- Tomita Kjóko (Princess Princess)
- Vakana
- Vatanabe Acuko (Princess Princess)